# Полесе (Ґостинінський повіт)
Полесе (пол. Polesie) — село в Польщі, у гміні Гостинін Ґостинінського повіту Мазовецького воєводства.
Населення — 77 осіб (2011).
У 1975-1998 роках село належало до Плоцького воєводства.

## Демографія
Демографічна структура станом на 31 березня 2011 року:
|          | Загалом | Допрацездатний вік | Працездатний вік | Постпрацездатний вік |
| -------- | ------- | ------------------ | ---------------- | -------------------- |
| Чоловіки | 42      | 7                  | 30               | 5                    |
| Жінки    | 35      | 14                 | 17               | 4                    |
| Разом    | 77      | 21                 | 47               | 9                    |